# Everton Soares
Everton Sousa Soares (sinh ngày 22 tháng 3 năm 1996) là một cầu thủ bóng đá người Brasil. Anh nằm trong thành phần đội tuyển Brasil tham dự Copa America 2019.

## Sự nghiệp quốc tế

### Ra sân đội tuyển quốc gia
| Brasil | Brasil | Brasil |
| Năm    | Trận   | Bàn    |
| ------ | ------ | ------ |
| 2018   | 2      | 0      |
| 2019   | 12     | 3      |
| 2020   | 4      | 0      |
| 2021   | 7      | 0      |
| Tổng   | 25     | 3      |

#### Bàn thắng quốc tế
| #  | Ngày                | Địa điểm                                      | Số trận | Đối thủ | Bàn thắng | Kết quả | Giải đấu          |
| -- | ------------------- | --------------------------------------------- | ------- | ------- | --------- | ------- | ----------------- |
| 1. | 14 tháng 6 năm 2019 | Sân vận động Morumbi, São Paulo, Brasil       | 7       | Bolivia | 3–0       | 3–0     | Copa América 2019 |
| 2. | 22 tháng 6 năm 2019 | Arena Corinthians, São Paulo, Brasil          | 9       | Perú    | 3–0       | 5–0     | Copa América 2019 |
| 3. | 7 tháng 7 năm 2019  | Sân vận động Maracanã, Rio de Janeiro, Brasil | 12      | Perú    | 1–0       | 3–1     | Copa América 2019 |